# Eryka Trzewik-Drost
Eryka Trzewik-Drost (ur. 19 listopada 1931 w Pokoju) – polska artystka plastyczka, projektantka wzorów przemysłowych z ceramiki i szkła, a także szkła unikatowego.

## Życiorys
W 1951 rozpoczęła studia w Państwowej Wyższej Szkole Sztuk Plastycznych we Wrocławiu. W 1957, po obronie dyplomu pod kierunkiem Stanisława Dawskiego, rozpoczęła pracę w Zakładach Porcelany „Bogucice” w Katowicach-Bogucicach, gdzie przez siedem lat była projektantką ceramiki użytkowej. Zaprojektowała między innymi utrzymane w nowoczesnej estetyce New Look serwisy kawowe (Epos, Luna) oraz przykłady drobnej rzeźby kameralnej (m.in. Pierwszy bal).
W 1966 rozpoczęła pracę w Ośrodku Wzornictwa Huty Szkła Gospodarczego „Ząbkowice” w Ząbkowicach Będzińskich, gdzie wraz z mężem Janem Sylwestrem Drostem pracowała przez 40 lat. Wspólnie zreformowali polskie szkło prasowane, podnosząc je do rangi obiektu o wysokich walorach artystycznych. W latach 70. XX w. zaliczali się do europejskiej czołówki projektantów w tej dziedzinie. 
Projektując szkło prasowane, artystka szczególną wagę przykładała do dekoracji wyrobów, w których wykorzystywała motywy roślinne i rustykalne. Eksperymentowała z fakturą materiału w celu uzyskania nowych efektów optycznych, m.in. zestawiała kontrastowo powierzchnie szlifowane z porowatymi. Przykładem są patery z zestawu Słońce i Smuga, które otrzymały złoty medal na II Triennale Szkła i Porcelany w Jablońcu nad Nysą w 1976. Korzystając z doświadczeń nabytych przy projektowaniu ceramiki, tworzyła drobną rzeźbę szklaną (Panna, Rodzina, świecznik Meksykanka). Projektowała również wolnoformowane szkło unikatowe. 
Prace artystki znajdują się w zbiorach Muzeum Narodowego w Warszawie, Muzeum Narodowego w Krakowie, Muzeum Narodowego w Poznaniu, Muzeum Narodowego we Wrocławiu, Muzeum Szkła Współczesnego w Sosnowcu, Muzeum Karkonoskiego w Jeleniej Górze, Muzeum w Gliwicach, Musée du Verre w Liège oraz Museum für Industrie-Design w Berlinie.

## Nagrody i odznaczenia[a]
- 1960 – nagroda Ministra Kultury i Sztuki
- 1968 – nagroda Rady Wzornictwa przy Prezesie Rady Ministrów za szczególne osiągnięcia w rozwoju wzornictwa i estetyki produkcji przemysłowej w dziedzinie szkła
- 1968 – II i III nagroda w Ogólnopolskim Konkursie na projekty szkła kryształowego prasowanego
- 1969 – nagroda w Ogólnopolskim Konkursie na projekty zdobin szkła szlifowanego i malowanego
- 1969 – nagroda Jury Ogólnopolskiej Wystawy Polska sztuka użytkowa w 25-lecie PRL w zakresie projektowania szkła i ceramiki
- 1974 – wyróżnienie na Ogólnopolskiej Wystawie Szkła Artystycznego i Użytkowego w Katowicach
- 1976 – nagroda na Ogólnopolskim Triennale Szkła w Kłodzku
- 1976 – złoty medal na II Triennale Szkła i Porcelany w Jabloncu nad Nysą[8]
- 1979 – I nagroda i złoty medal oraz II nagroda i srebrny medal w dziale szkła przemysłowego na Ogólnopolskiej Wystawie Szkła Unikatowego i Przemysłowego w Katowicach
- 2021 – Srebrny Medal „Zasłużony Kulturze Gloria Artis”[10]

## Wystawy

### Wystawy indywidualne[b]
- 1974 – Muzeum Zagłębia, Zamek w Będzinie

### Wystawy zbiorowe[c]
- 1960 – II Ogólnopolska Wystawa Ceramiki i Szkła Artystycznego, Wrocław
- 1968 – 3 Bienale industrijskega oblikovanja, Lublana
- 1969 – Ceramika i szkło. Polska sztuka użytkowa w 25-lecie PRL, Wrocław
- 1969 – Wzornictwo w Przemyśle Szklarskim i Ceramicznym, Warszawa
- 1974 – Ogólnopolska Wystawa Szkła Artystycznego i Użytkowego, Katowice
- 1976 – I Ogólnopolskie Triennale Szkła, Kłodzko
- 1976 – International Exhibition of Glass and Porcelain, Jablonec nad Nysą
- 1977 – II Ogólnopolska Wystawa Szkła Artystycznego i Użytkowego, Katowice
- 1977 – I Coburger Glaspreis für moderne Glasgestaltung in Europa, Coburg
- 1980 – Polskie Szkło, Lipsk, Altenburg
- 1982 – Design in Polen, Berlin, Praga, Moskwa
- 1983 – Wzornictwo – sztuka społecznie użyteczna, Warszawa
- 1984 – Wzornictwo w 40-lecie PRL, Olsztyn
- 1987–1988 – Polskie Szkło Współczesne, Warszawa